# Tecla Marinescu-Borcănea
Tecla Marinescu-Borcănea (ur. 4 stycznia 1960) – rumuńska kajakarka. Złota medalistka olimpijska z Los Angeles (1984).
Zawody w 1984 były jej jedynymi igrzyskami olimpijskimi. Pod nieobecność sportowców z części krajów tzw. Bloku Wschodniego, zdobyła złoto w kajakowej czwórce na dystansie 500 metrów. Na  mistrzostwach świata była brązową medalistką w kajakowej czwórce na dystansie 500 metrów w 1983 i 1986. 